# Landskamp
Landskamp (tytuł alt.: International Match) – szwedzki dramat z 1932 w reżyserii i według scenariusza Gunnara Skoglunda, który opracował go na podstawie opowiadania Vingslag Sigfrida Borgströma.
Zdjęcia realizowano w Råsunda Studios w Sztokholmie i w plenerach miasta. W filmie, jako statystka, zadebiutowała Ingrid Bergman (nie została wymieniona w czołówce). Wcieliła się w dziewczynę stojącą w kolejce po pracę w Modehuset Estelle. Premiera Landskamp miała miejsce 21 marca 1932 w Röda Kvarn w Gävle.

## Obsada
Opracowano na podstawie materiału źródłowego:

- Georg Blomstedt – Lars (Erik) Andersson, właściciel domu
- Signe Lundberg-Settergren – Stina Andersson, żona
- Fritiof Billquist – Erik, syn
- Gun Holmquist – Brita Blomstedt, narzeczona Erika
- Olof Sandborg – reżyser Andelius
- Håkan Westergren – Otto Andelius, syn
- Signhild Björkman – Karin Lind
- Nils Jacobsson – Vilhelm Bergstedt, kierownik personelu w domu towarowym
- Arne Borg – Roffe Ek, zawodnik Sparty
- Concordia Selander – pani Holmgren, klientka w domu towarowym
- Emil Fjellström – handlarz alkoholem
- Hjalmar Peters – kwatermistrz Ruben Lindqvist
- Ragnar Falck – Pelle Björk, lider klubu sportowego Sparta
- Tom Walter – uczestnik przyjęcia zaręczynowego Erika
- Georg Skarstedt – uczestnik przyjęcia zaręczynowego Erika